# Kaleste laht
Kaleste laht är en vik i västra Estland. Den ligger i Hiiu kommun i  Hiiu län, 160 km väster om huvudstaden Tallinn. Den ligger på halvön Kõpu poolsaar som utgör Dagös västra arm ut i Östersjön. Halvöns västra udde, Dagerort, ligger strax nordväst om Kaleste laht.